# Stanhopea embreei
Stanhopea embreei är en orkidéart som beskrevs av Dodson. Stanhopea embreei ingår i släktet Stanhopea och familjen orkidéer.
Artens utbredningsområde är Ecuador. Inga underarter finns listade i Catalogue of Life.

## Bildgalleri

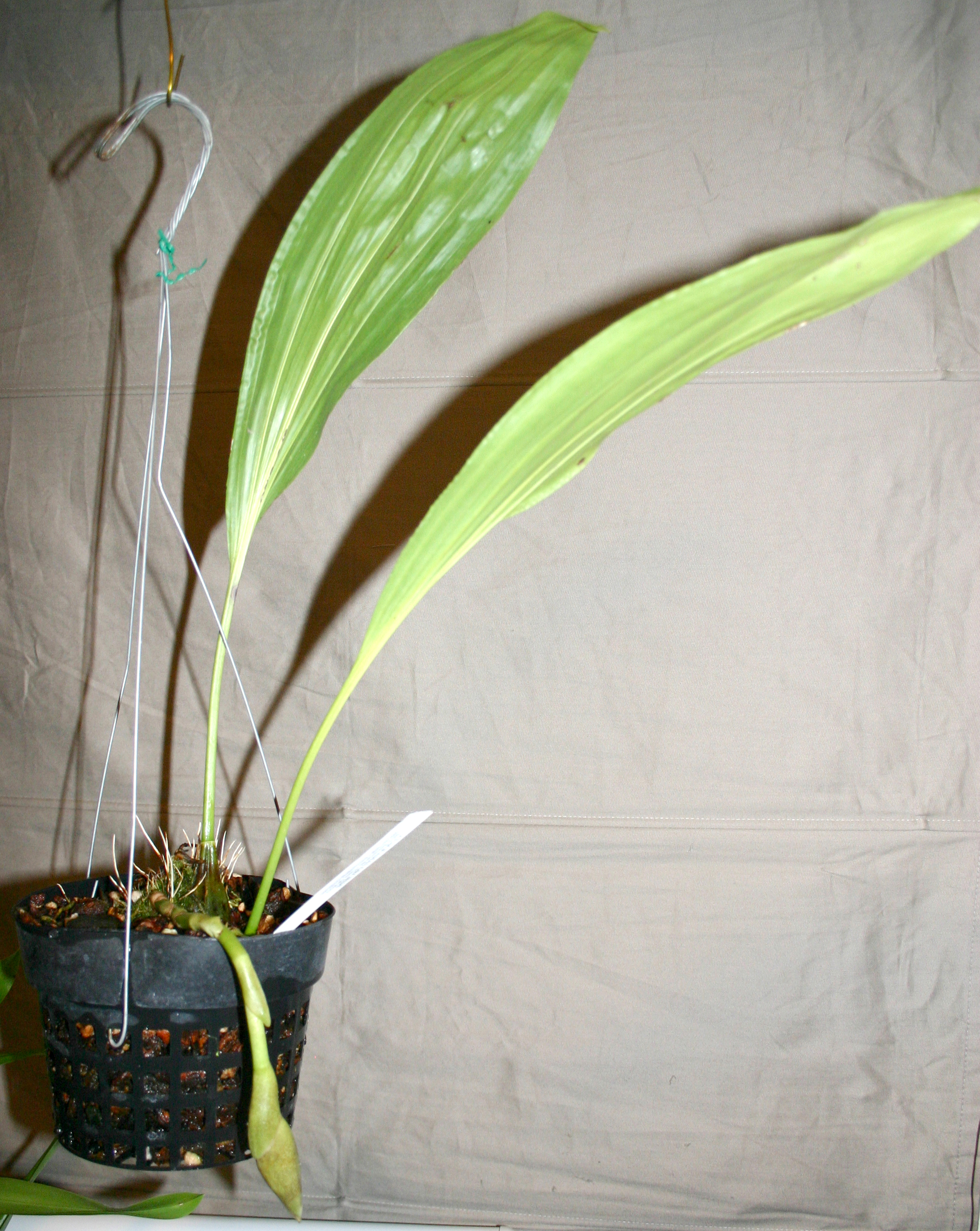
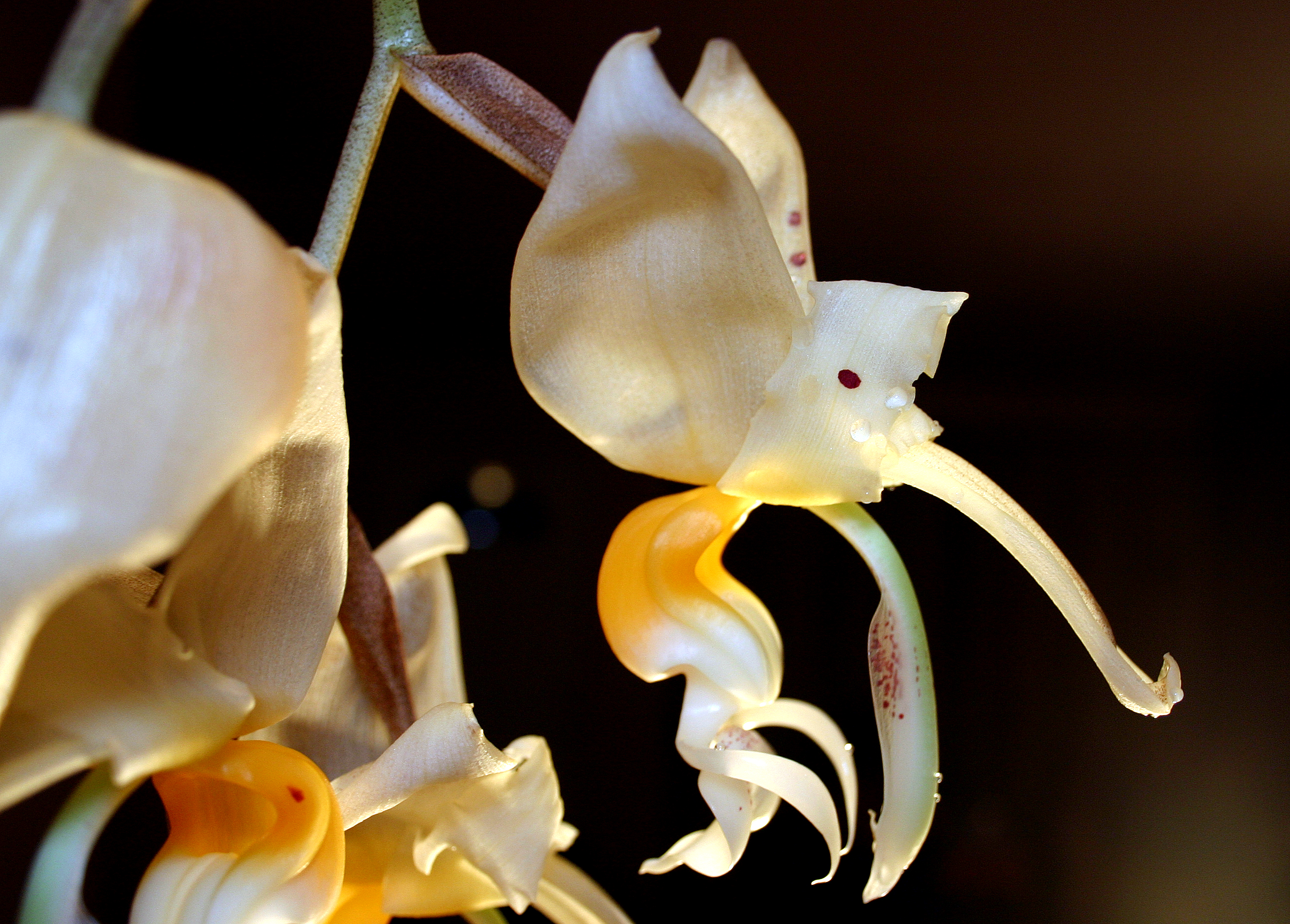
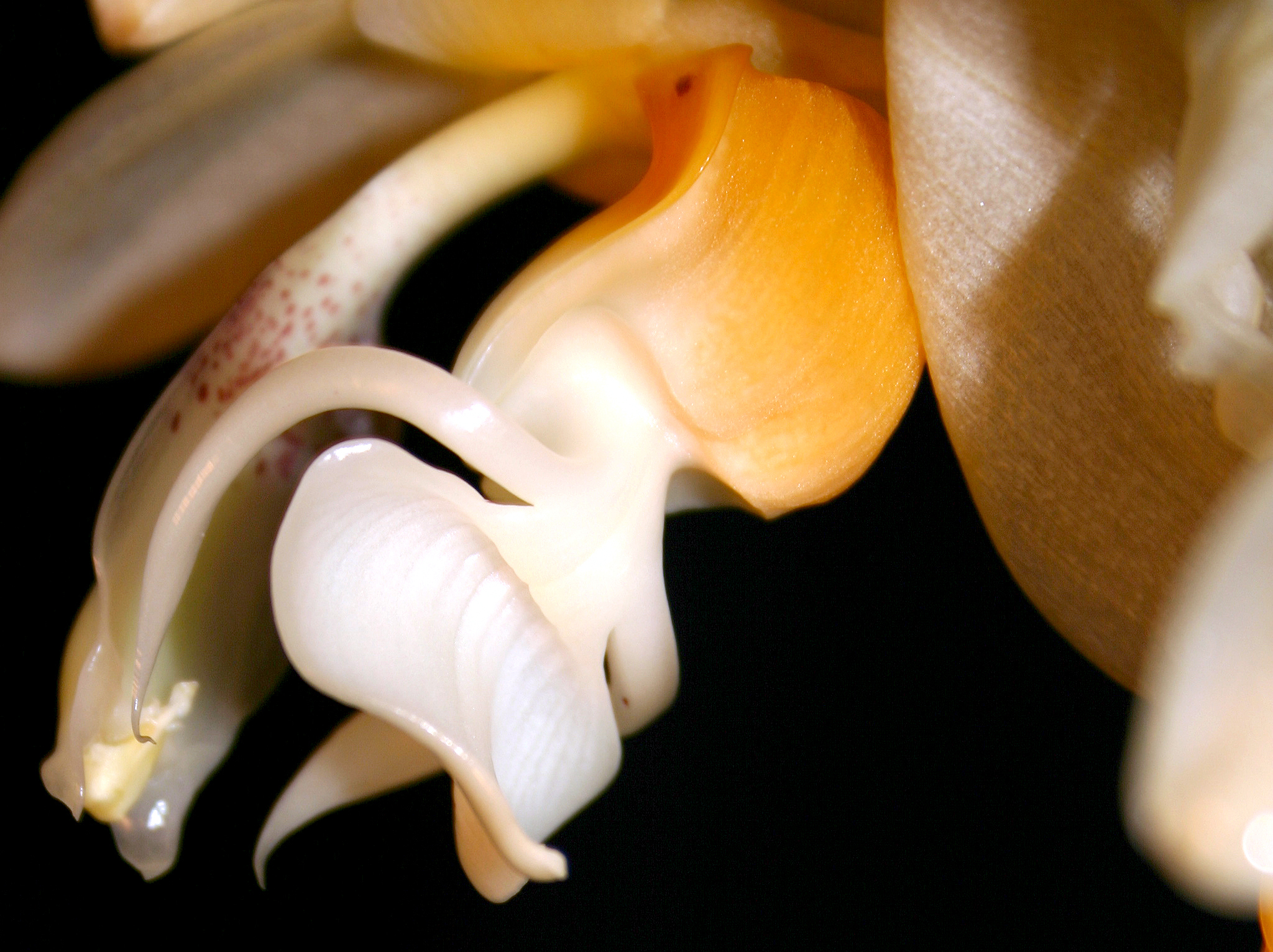
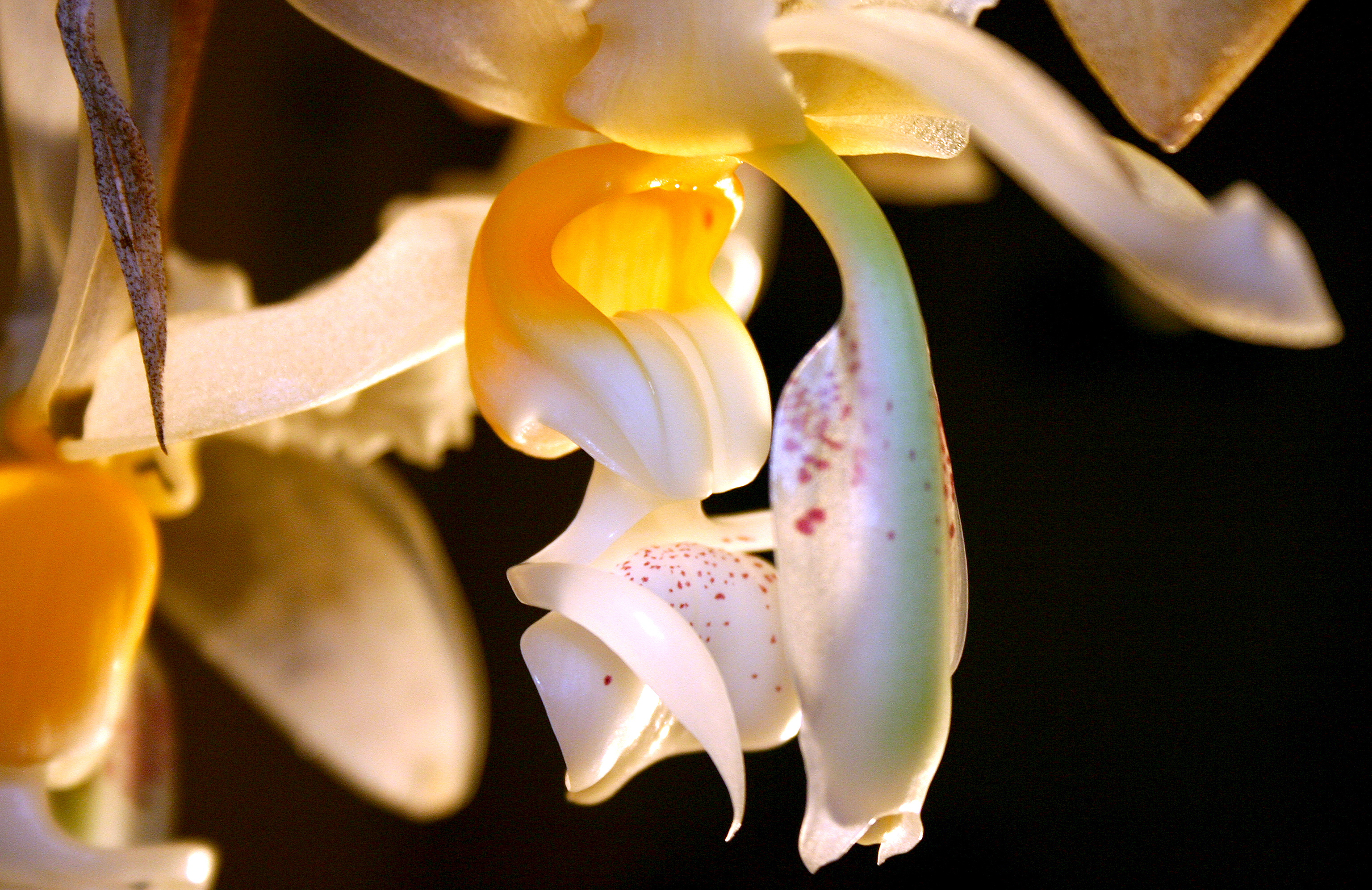
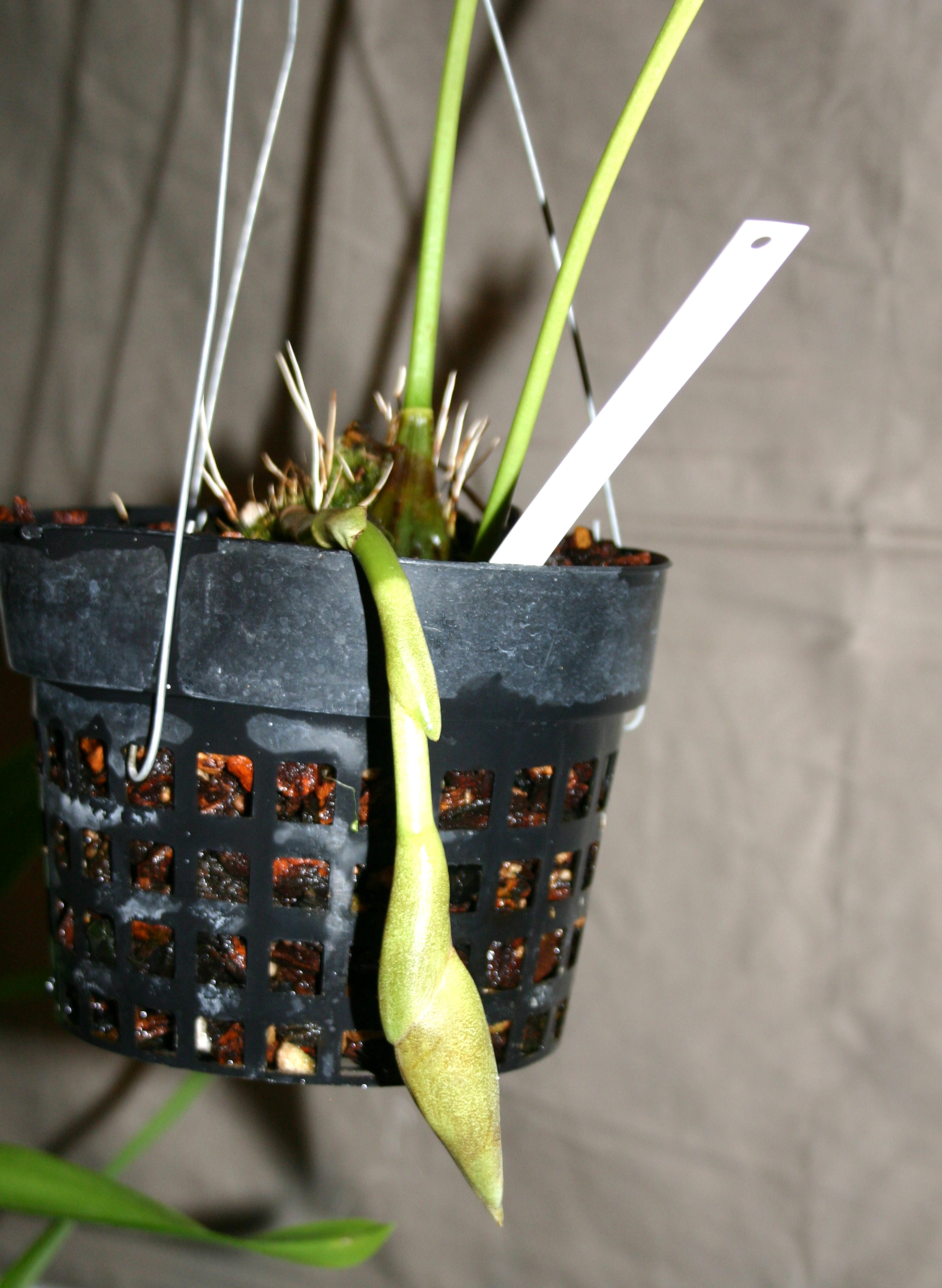
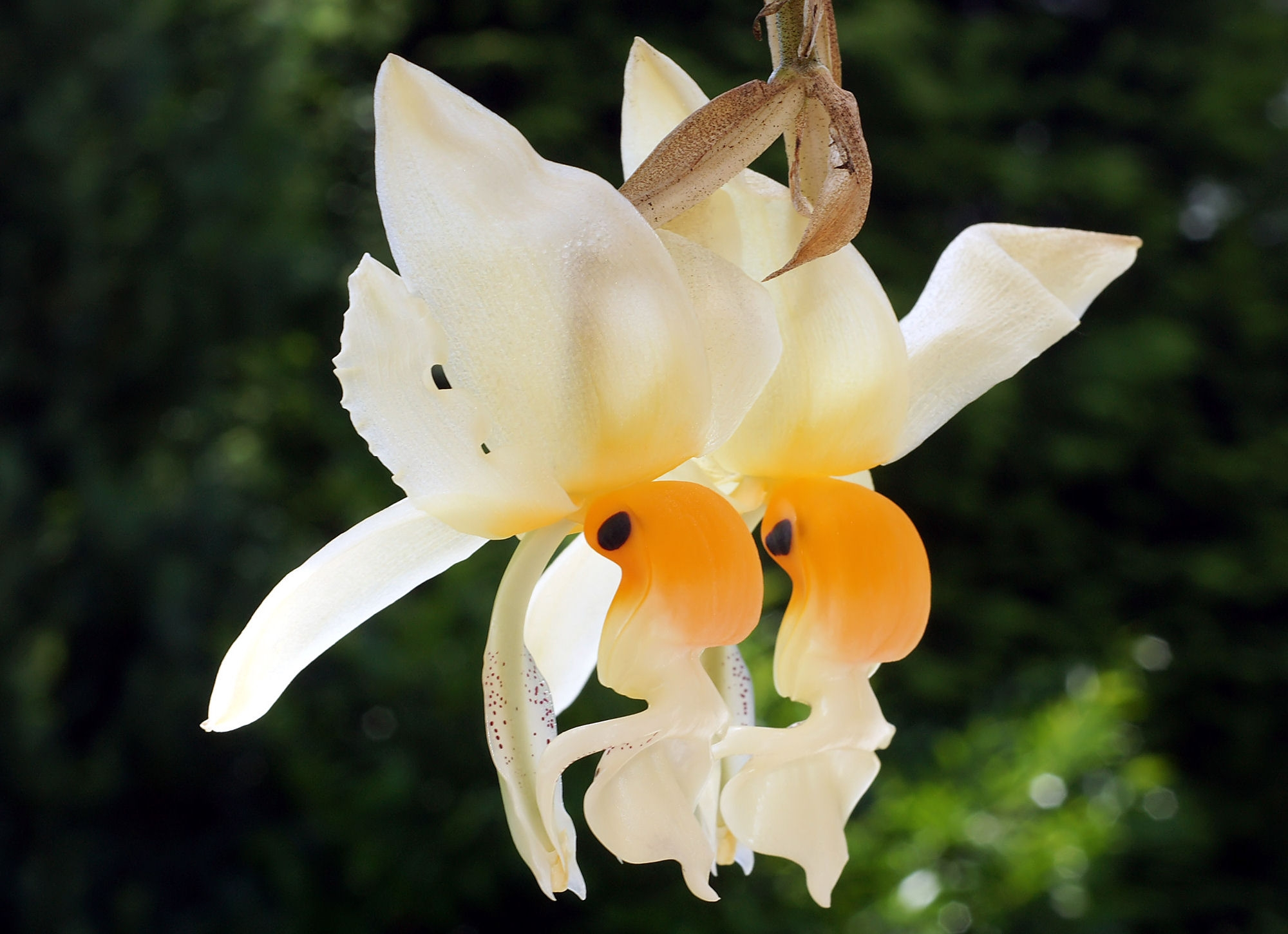